# Inundaciones en Europa Central de 2021
Las inundaciones en Europa Central de 2021 son una serie de inundaciones de cuencas fluviales de Suiza, Alemania, Bélgica y otros países centroeuropeos provocadas por fuertes lluvias durante julio de dicho año. El evento natural fue provocado por la tormenta Bernd, después de una semana de muchas tormentas y precipitaciones.

## Lluvias
Del 14 al 15 de julio de 2021, cayeron fuertes precipitaciones en el oeste de Alemania y los vecinos Países Bajos, Bélgica y Luxemburgo. Un complejo de tormentas se trasladó en dirección este de Francia a Alemania, permaneciendo sobre la región durante dos días. Las precipitaciones fueron especialmente intensas en los estados federados alemanes (Länder) de Renania del Norte-Westfalia y Renania-Palatinado, donde se acumuló un promedio de entre 100 y 150 mm. En Reifferscheid cayeron 207 mm a lo largo de nueve horas, mientras que Colonia registró 154 mm en 24 horas. Según el servicio meteorológico alemán, algunas de las regiones afectadas no habían registrado precipitaciones de esta magnitud en más de cien años. Se produjeron las primeras inundaciones el 14 de julio de 2021 en Bélgica, Alemania, los Países Bajos y Suiza tras unas lluvias excepcionales en Europa Occidental, provocando el desbordamiento de varios ríos.

## Áreas afectadas

### Bélgica

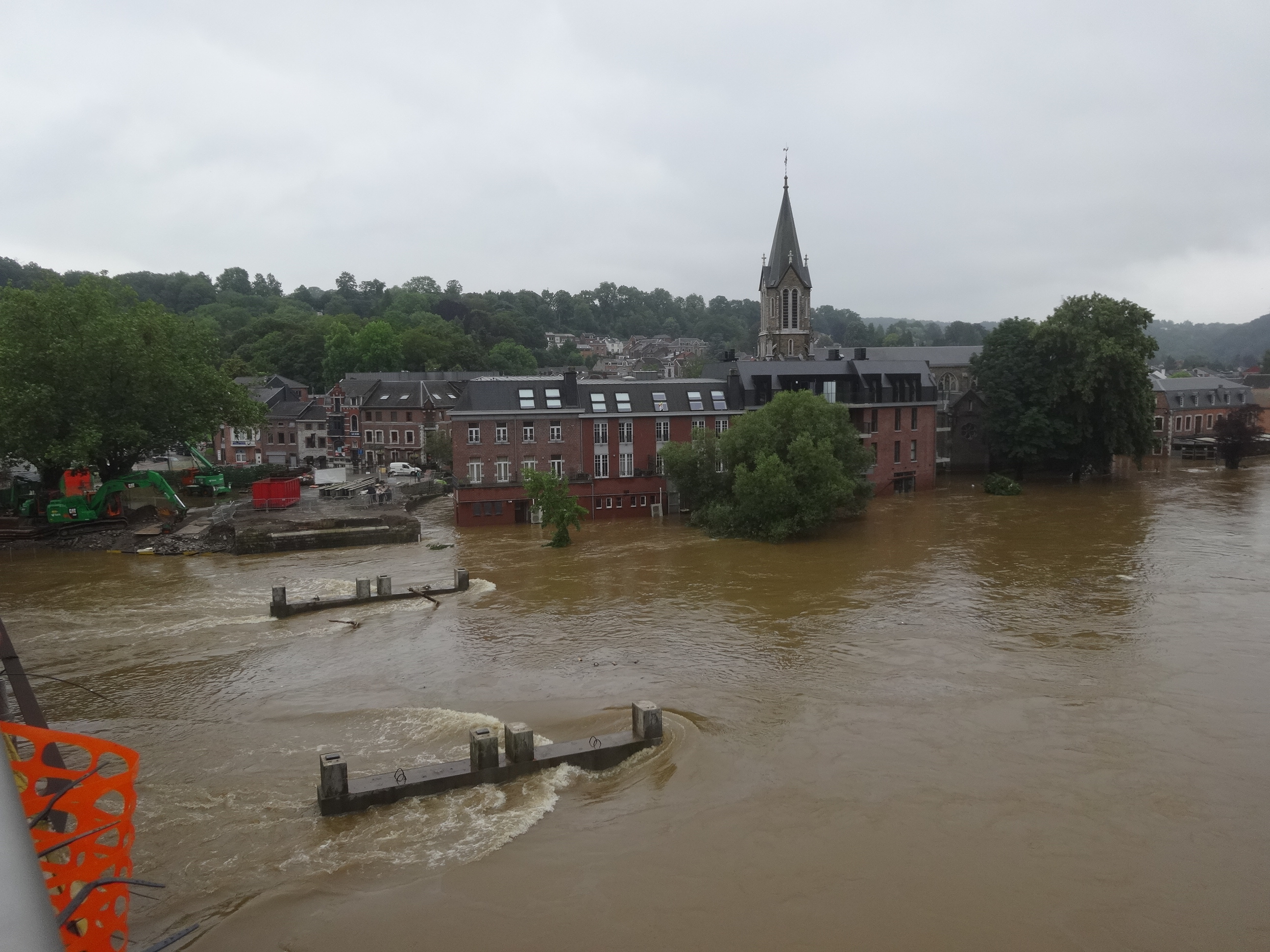
Inundaciones y daños en Tilff, Bélgica el 16 de julio

En Bélgica, la parte Valona del país se vio especialmente afectada. El 15 de julio, el operador estatal de infraestructura Infrabel anunció la suspensión del tráfico ferroviario en toda la región. Existía el riesgo de inundaciones en toda la provincia de Lieja y en partes de las provincias de Luxemburgo, Namur y Brabante Valón. La ministra del Interior, Annelies Verlinden, hizo que se activara el procedimiento de protección civil de la UE. El país vecino Francia anunció el envío de ayuda a la provincia de Lieja. En el ámbito de la comunidad de habla alemana, el Our se desbordó e inundó el pueblo de Ouren, que pertenece a Burg-Reuland. Hay dos personas en la provincia de Lieja y una persona fue asesinada en Aywaille. En el distrito Eupen de Nispert, un hombre con un aro para nadar saltó al torrente de la ciudad, rescatistas encontraron su cuerpo más tarde. 

### Alemania

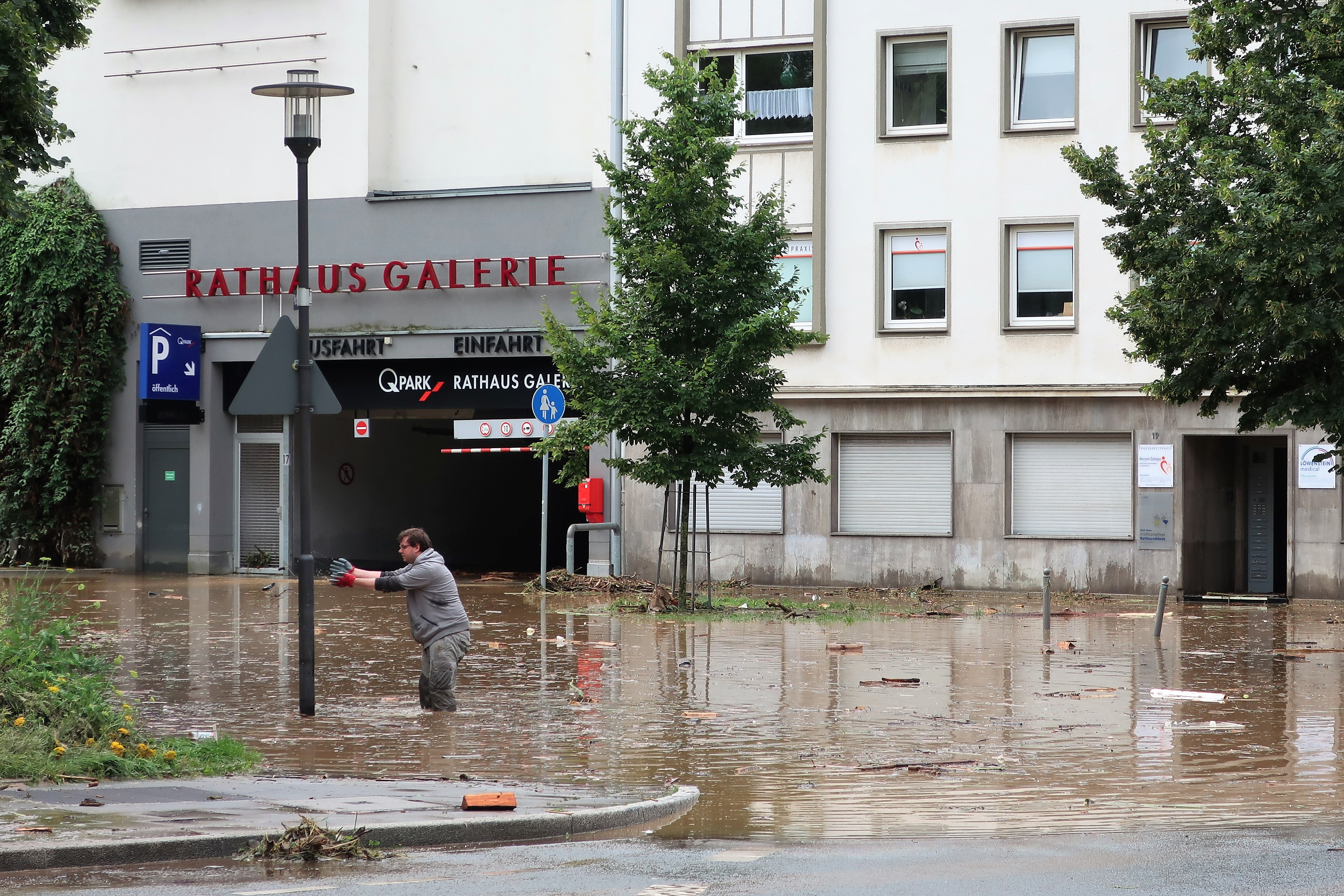
Inundaciones en Hagen, Renania del Norte-Westfalia, Alemania

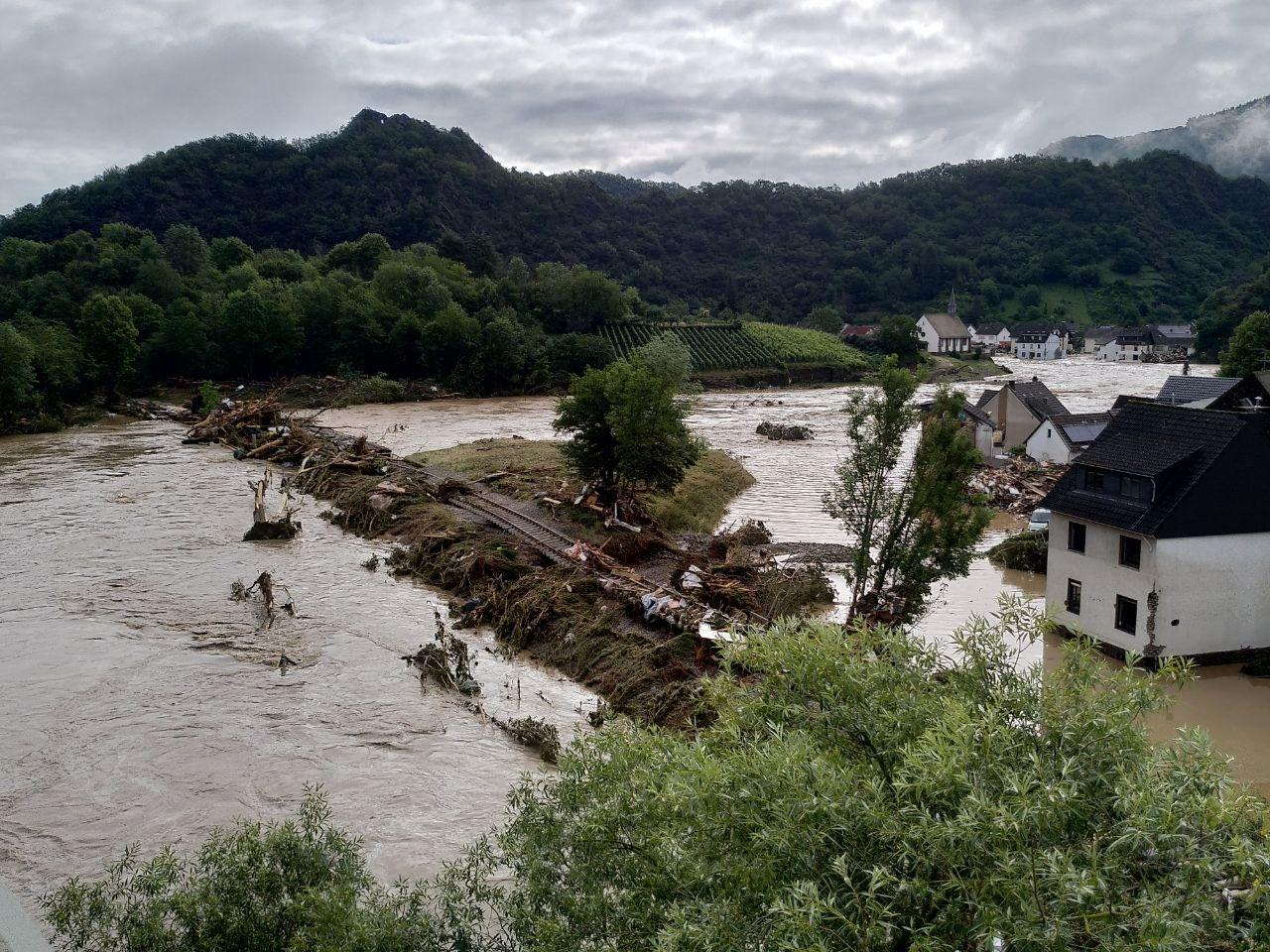
Inundaciones en Altenahr, Renania-Palatinado, Alemania

Tras el derrumbe de seis casas en Eifel, unas 70 personas están desaparecidas. 200 000 personas en Renania del Norte-Westfalia y Renania-Palatinado se ven afectadas por cortes de energía. En relación con las tormentas severas, al menos 49 personas murieron en ambos estados federales.  Dos bomberos murieron durante las operaciones de inundación en Renania del Norte-Westfalia. El distrito de Ahrweiler (Renania-Palatinado) se ve particularmente afectado. Solo en la comunidad de Schuld y la ciudad de Sinzig, murieron al menos 28 personas. El desastre fue declarado en la ciudad de Hof y en el distrito de Hof (Baviera) y en el distrito de Vulkaneifel (Renania-Palatinado). Cuando se inundó el Inde, la mina a cielo abierto de Inden también se inundó parcialmente y, posteriormente, se informó de la desaparición de una persona. Las Naciones Unidas ven el desastre de las inundaciones en el oeste de Alemania como resultado del avance del cambio climático. "Es una tendencia mayor en relación con el cambio climático que conduce a extremos climáticos más grandes", dijo una portavoz de la ONU en Nueva York. Las medidas para combatir la crisis climática son necesarias para limitar incidentes como los de Alemania en el futuro. La ONU lamentó el número de muertos y expresó sus condolencias a sus familias.

#### Recuento de fallecidos
- Distrito de Ahrweiler : 132 muertos
- Distrito de Euskirchen : 27 muertos
- Rheinbach (distrito de Rhein-Sieg): 6 muertos
- Colonia: 2 muertos
- Solingen: 1 muerto
- Werdohl: 1 muerto
- Altena: 1 muerto

### Luxemburgo

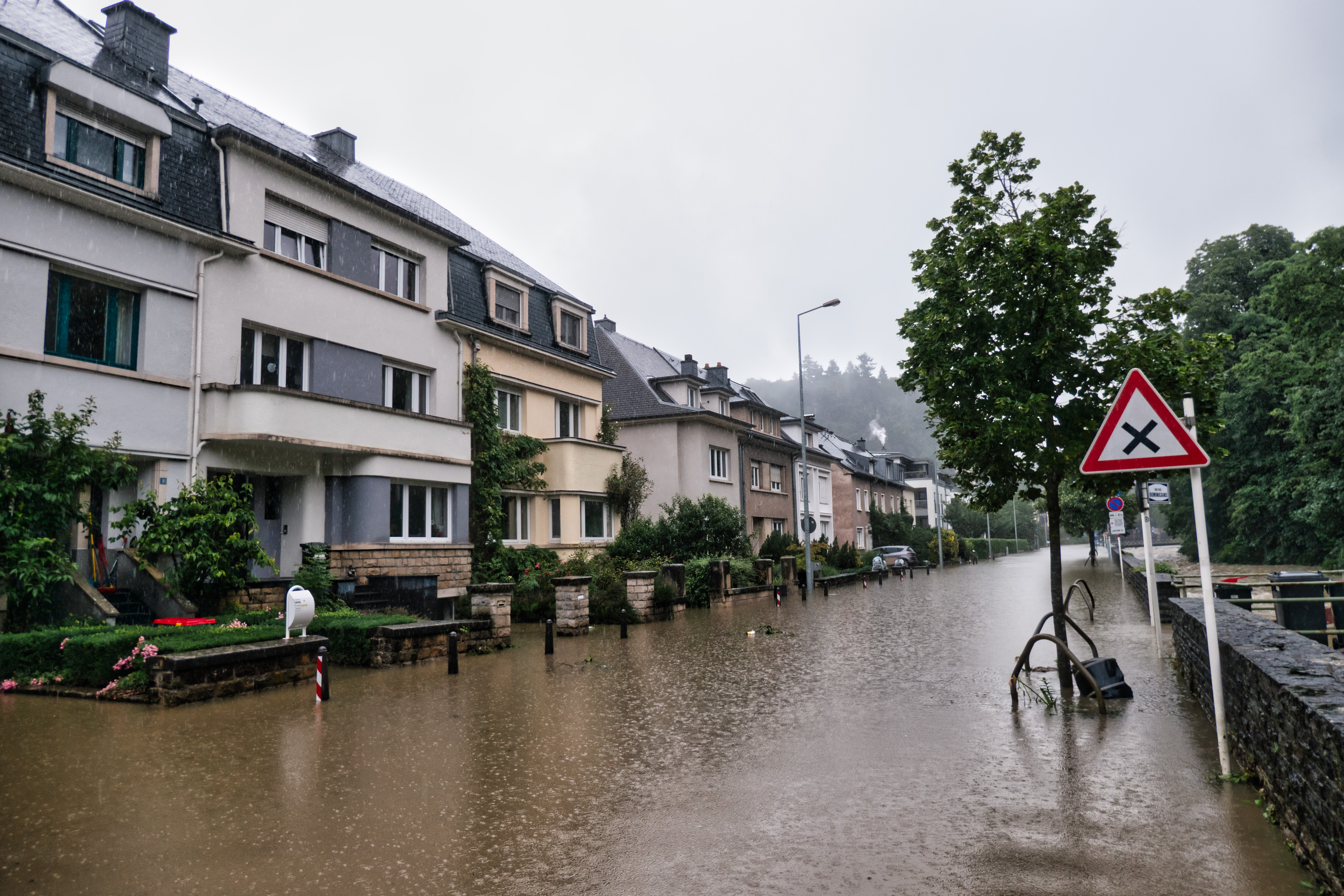
Calle inundada en Clausen en Luxemburgo

También en el Gran Ducado de Luxemburgo, las fuertes lluvias del 14 y 15 de julio hicieron que numerosos ríos se desbordaran e inundaran las ciudades vecinas. Esto afectó a Mamer, Vianden y Bettemburg, entre otros. Partes de la ciudad de Echternach tuvieron que ser evacuadas el 15 de julio. En Bollendorf, el nivel del Sauer alcanzó los 608 centímetros, el segundo valor más alto desde que comenzaron los registros. Según MeteoLux, un promedio de 60 a 80 litros por metro cuadrado había caído en el país en las últimas 24 horas. Se produjeron daños graves en la ciudad baja de la capital del estado a través del río Alzette.
En Luxemburgo, 2.000 personas fueron evacuadas de sus hogares en Echternach y Rosport. Muchas casas en Mersch, Beringen y Rollingen perdieron el suministro eléctrico.  El campamento en Rosport tuvo que ser evacuado con urgencia el jueves por la mañana temprano. Se llevaron a seis personas a un refugio de emergencia en el centro cultural de Osweiler. El polideportivo de Rosport también se utilizó como emergenciaalojamiento para personas obligadas a abandonar sus hogares. El alcalde Romain Osweiler de Rosport explicó que los dos edificios habían sido seleccionados porque eran accesibles a las personas de todo el municipio.

### Países Bajos

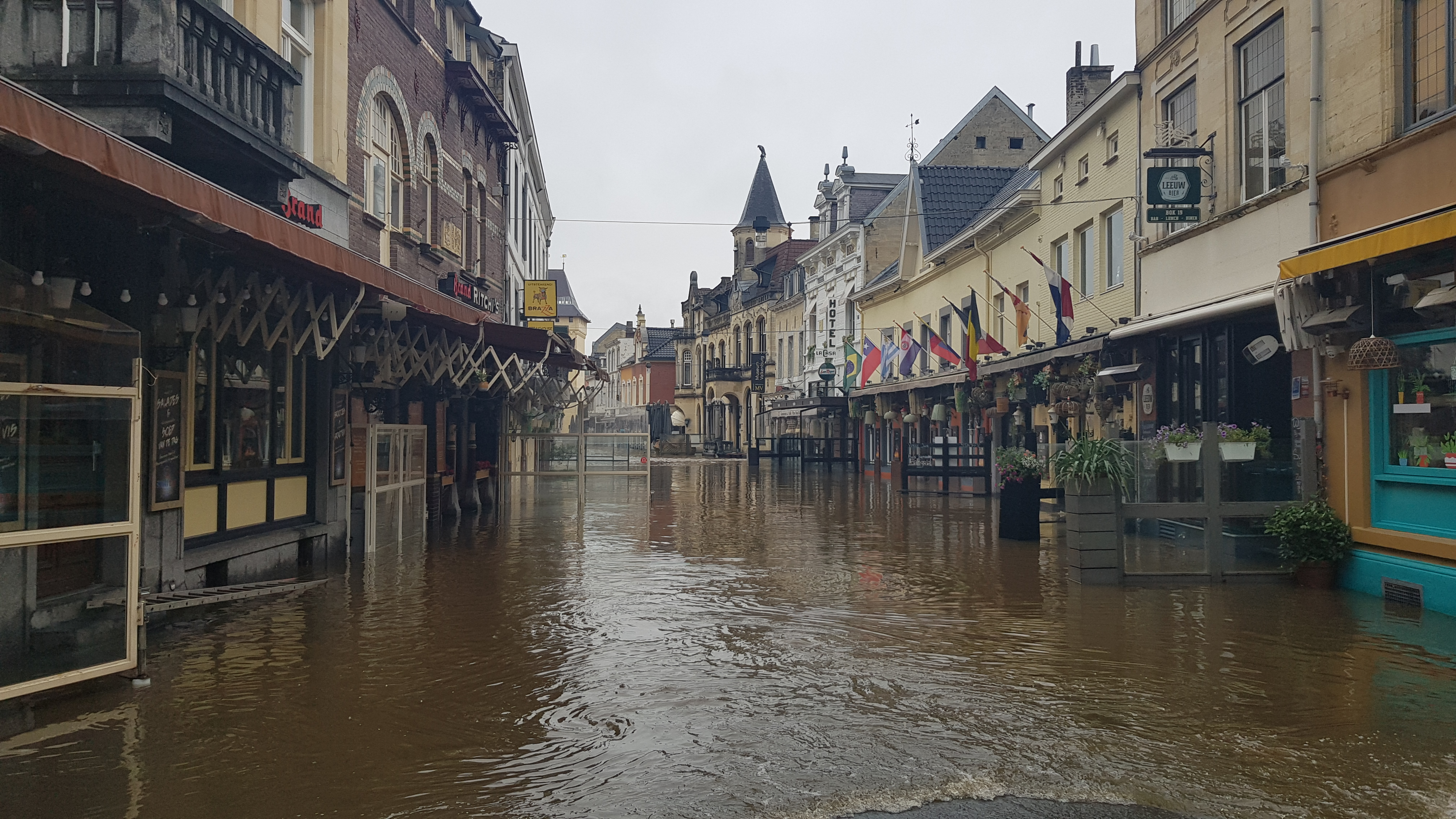
Inundaciones en el centro de Valkenburg aan de Geul, Países Bajos

En los Países Bajos, el río Mosa, cerca de Limburgo, alcanzó su nivel de verano más alto en más de 100 años, según las autoridades, y se esperaba que al 15 de julio superara los récords invernales establecidos en 1993 y 1995.  El 14 de julio, el Royal El Instituto Meteorológico de los Países Bajos dio un código rojo de máxima advertencia para Limburgo. Se redujo a una advertencia amarilla alrededor de las 03:50 hora local del 15 de julio. Gran parte del resto de los Países Bajos tenía una advertencia amarilla por lluvia el 15 de julio. Más de 400 casas en Limburgo se quedaron sin electricidad, según la compañía eléctrica Enexis. A partir del 16 de julio de 2021, comenzaron las evacuaciones masivas en Limburgo y se desplegaron 300 militares.
El 16 de julio se rompió un dique en el canal de Juliana, lo que provocó la evacuación de varias aldeas de Limburgo. El gobierno neerlandés declaró que las inundaciones eran un desastre oficial. Más de 10.000 personas fueron evacuadas en Venlo y las comunidades vecinas de Belfeld, Steyl y Arcen esa misma noche.  El hospital principal de Venlo también fue evacuado como medida de precaución contra las inundaciones del Mosa. Las precipitaciones superaron los 100 milímetros (3,9 pulgadas) en un día y los 200 milímetros (7,9 pulgadas) durante tres días, lo que se dice que es un evento único en un milenio. En Heuvelland, los arroyos y pequeños ríos se desbordaron y causaron graves daños. Debido a las masas de agua, hubo que cerrar partes de las autopistas A2, A79 y A76. El 15 de julio, partes de la ciudad fueron Roermond y la pequeña ciudad de Valkenburg fue evacuadas.

### Suiza

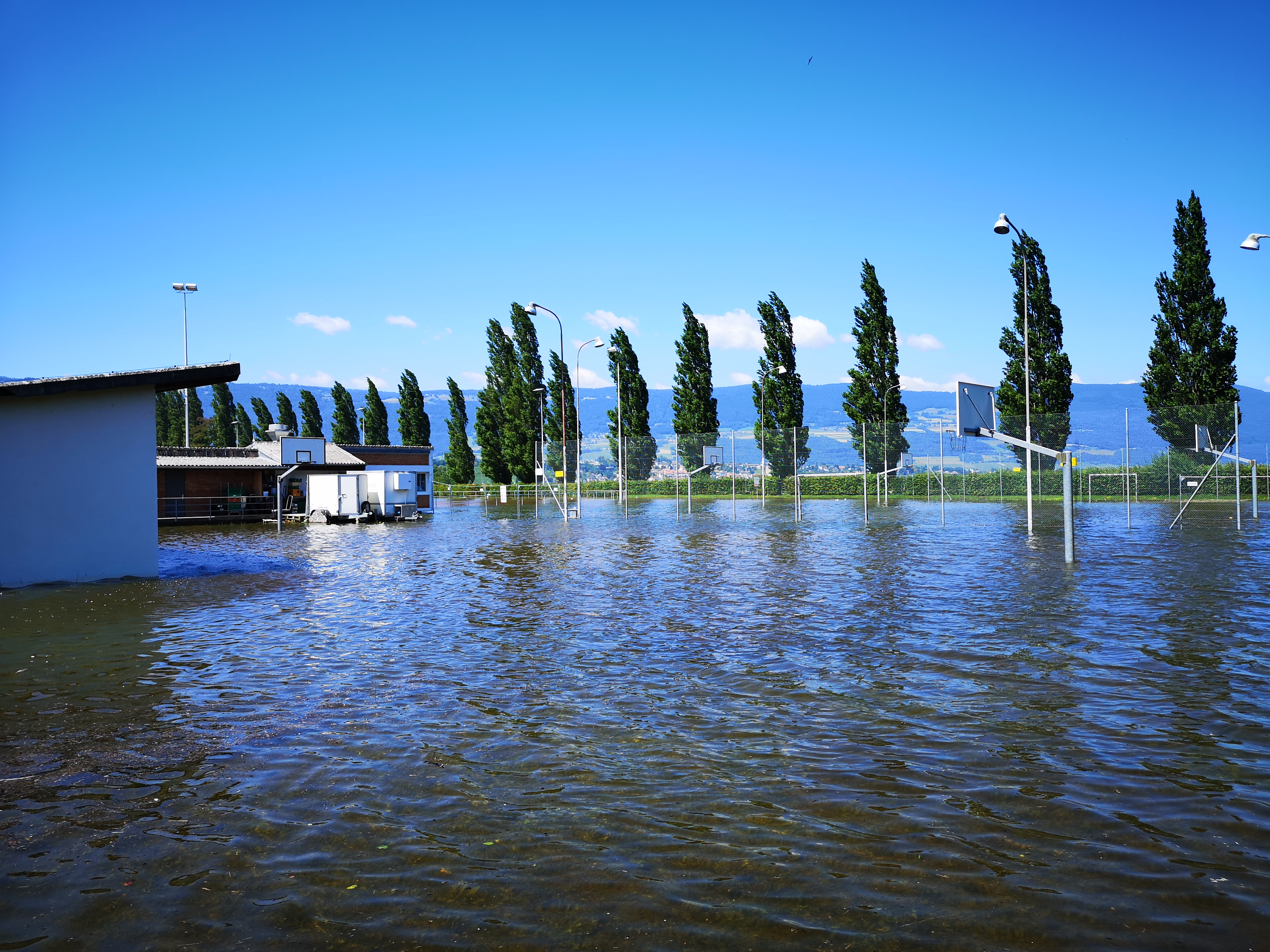
Anegamientos en una cancha de baloncesto en Yverdon-les-Bains, Suiza

Después de fuertes lluvias durante días en los Alpes, el Jura y la meseta suiza, numerosos arroyos, ríos y lagos se han desbordado en varios cantones desde el 11 de julio de 2021, y se han producido deslizamientos de tierra y flujos de escombros en algunos lugares. Varias localidades se inundaron y algunas conexiones de tráfico se interrumpieron. Para varias aguas, especialmente los grandes lagos de montaña, las autoridades llamaron el 14 de julio desde el nivel de amenaza más alto.
Fuertes ráfagas de viento causaron importantes daños materiales del 12 al 13 de julio, incluso en la ciudad de Zúrich e interrupciones en la red de transporte.
Las inundaciones y, en cierta medida, las inundaciones locales se produjeron especialmente en los sistemas fluviales, el Aare, el Reuss, el Limmat y el Ródano y en el cantón de Ticino. El Reuss se desbordó el 13 de julio en los cantones de Uri y Aargau. En Brugg y Gebenstorf, donde el Reuss y el Limmat fluyen hacia el país del ajedrez de Aare y el Stroppelinsel estaba bajo el agua. En algunas comunidades, se cerraron carreteras y puentes. Los daños también fueron causados por el aumento de las aguas subterráneas.
Los flujos de escombros golpearon la aldea de Oberwald en el Alto Valais y enterraron las rutas de tráfico y parte del asentamiento.  El rango de Matterhorn Gotthard Bahn y los caminos de paso en Grimselwelt, Furka y Nufenenpass fueron bloqueados. Como medida de precaución, el cantón de Uri cerró al tráfico la autopista A 2 junto al Reuss cerca de Altdorf.
En Lucerna, Thun y otras localidades a lo largo de los ríos Reuss y Aare, los municipios hicieron que el cuerpo de bomberos y la defensa civil instalaran elementos móviles de protección contra inundaciones y barreras contra inundaciones.
Las conexiones de tráfico a Engelberg y la carretera cantonal Lausanne - Vevey se interrumpieron debido a los flujos de escombros y deslizamientos de tierra. Debido a un desprendimiento de rocas, la carretera principal Bellinzona - Airolo estuvo cerrada desde el 14 de julio.
La inundación causada por los afluentes del Rin debajo de la desembocadura del Aare significó que el 13 de julio se tuvo que suspender la navegación en el Rin en Basilea. El envío también se detuvo en el lago de Lucerna, el lago Thun y el lago Biel. Los Birs inundaron áreas cercanas al río cerca de Basilea. El lago Biel se unió a Nidau a sus orillas.

### Italia
Las tormentas también alcanzaron el noreste de Italia y causaron daños a los cultivos agrícolas. En Trentino-Alto Adigio, un árbol caído dañó un teleférico y varias carreteras fueron interrumpidas, y en el Veneto una persona murió.

### Reino Unido
El mínimo de corte que causó las graves inundaciones en Europa occidental se trasladó por primera vez sobre el Reino Unido el 12 de julio, lo que resultó en más del promedio mensual de precipitaciones que se registrará en un período de 24 horas en algunas partes del país. Se notificaron inundaciones repentinas particularmente graves en el área de Londres, donde se registraron 47,8 mm (1,88 pulgadas) de lluvia el 12 de julio en Kew, lo que marca el tercer día más húmedo registrado para esa estación meteorológica y el más húmedo desde el 6 de julio de 1983. Tanto Putney en Londres como Chipstead en Surrey, registraron más de 31 mm (1,2 pulgadas) de lluvia en un período de una hora, mientras que otras áreas de Londres registraron más de 76,2 mm (3,00 pulgadas) de lluvia en 90 minutos. La Brigada de Bomberos de Londres recibió más de 1,000 llamadas relacionadas con incidentes de inundaciones, ya que las casas fueron evacuadas y los autos fueron sumergidos por las crecientes aguas. 
Las fuertes lluvias hicieron que los sistemas de alcantarillado se desbordaran, incapaces de manejar la intensidad repentina de la lluvia, lo que provocó que las calles y los edificios se inundaran con aguas residuales. Thames Water recibió más de 2.500 llamadas relacionadas con el desbordamiento de aguas residuales, indicando que la lluvia había superado la capacidad de diseño de su sistema de alcantarillado; las lluvias más intensas se produjeron cerca de la marea alta, lo que provocó que las alcantarillas que desembocan en el río Támesis no pudieran hacerlo. En Notting Hill, las inundaciones aumentaron 1,5 pies (0,46 m) en menos de cinco minutos. 
La estación de metro de Sloane Square se cerró después de que el agua de la inundación del nivel de la calle descendiera por las escaleras hacia la estación de metro; Las estaciones de Chalk Farm, Hampstead y Wimbledon también se cerraron debido a las inundaciones. También hubo un nivel reducido de servicio en la estación de tren de Euston, la terminal londinense de la línea principal de la costa oeste y en las redes London Overground y Thameslink.
Durante la noche del 13 de julio, más de 120 residentes del Royal Borough of Kensington y Chelsea fueron colocados en un alojamiento de emergencia debido a las graves inundaciones en el distrito. En otras partes de Inglaterra, se informó de inundaciones en la ciudad de Southampton, que bloquearon carreteras y líneas ferroviarias. El 14 de julio, el sistema de baja presión responsable de las inundaciones del Reino Unido se había desplazado sobre Europa continental.